# Bridgehampton (Nova York)
Bridgehampton é um hamlet (e Região censo-designada) no Condado de Suffolk, Nova York, Estados Unidos. A população é de 1.381 segundo o censo de 2000.